# Jakup Mato
Jakup Halil Mato (n. 16 septembrie 1936, Fterrë⁠(d), Regiunea Vlorë, Albania – d. 30 august 2005, Tirana, Albania) a fost un albanez, critic literar și membru al Academiei de Științe din Albania.

## Viața
După vizita la fosta franceză Liceul în Gjirokastra fost Mato profesorii și Directorul școlii din sudul albaniei satul Kuç în Vlora. În 1959, el a studiat la Universitatea din Tirana.
Până în anii 1970, el a fost mai întâi la Institutul Pedagogic și apoi ca șef de Departament în cadrul Ministerului de cultură și educație. Mato a fost apoi redactor-șef al ziarului "Mësuesi" (profesor) și angajate în domeniul artistic.
Printre alte lucruri, a fost Jakup Mato, cap de Academia de artă din Tirana, Instituti am Lartë am de Artă, astăzi Universitatea de arte din Tirana. De două Ori el a fost șef al centrul de cercetare a artelor (Qendra pe Studimin de Artă) , la albanezi Academiei de Științe. Pentru mulți ani, a fost Mato Lector la Universitatea din Tirana și la Academia de arte pentru subiectul de Estetica. El a fost, de asemenea, un membru al Comisiei, enciclopedie de albanezi arte.

## Lucrări

### Cărți
- Risi të letersisë shqipe (Nova turism în literatura albaneză). Persoana Naim Frashëri, Tirana 1983
- Paradokset e satirës dhe të humorit (paradoxuri de Umor și Satiră). Toena, Tirana, 2000, ISBN 99927-1-267-8.
- Imazhe, kode, kumte (imagini, Cod, și mesaje). Botim am Akademisë së Shkencave, Tirana, 2001, ISBN 99927-761-8-8.
- Rrjedhave të artit para profesionist (Pe urmele vorprofessionellen de artă). Botim am Akademisë së Shkencave, Tirana, 2004, ISBN 99943-614-2-2.
- Poetika e dramaturgjisë dhe mendimi estetik (poetica de dramaturgie și estetic opinie). Botim am Akademisë së Shkencave, Tirana, 2005, ISBN 99943-763-2-2.

### Eseuri
- Shënime mbi vëllimin mi-tregime "Eră e tokës" (observații pe caseta cu povestea "mirosul de pământ"). Zëri am rinisë, 13. August 1966
- Shënime mbi vëllimin mi-tregime "Një pushkë më shumë" (observații despre Trupa cu povești ", O pușcă"). Nëntori, Nr. 9, 1967
- Për një pasqyrim më të thellë dhe më të gjerë të dukurive tipike (Pentru o reflectare mai profundă dintre simptomele tipice). Nëntori, Nr. 9, 1969
- Prozë e shkurtër, probleme të mëdha (proză Scurtă, probleme mari). Drita, 5. Martie 1967
- Detaji dhe mendimi filozofik: "Rrugëve të kantiereve". Zëri am rinisë, 11. Martie 1972
- Kronikë në gur dhe disa tendenca të romantic tonë (cronică în piatră și unele tendințe de un roman de al nostru). Nëntori, nr. 7, 1972* Ansambli Shtetëror am Këngëve dhe Valleve Popullore shqiptare në suedi, da e Norvegji (de stat, ansamblul de cântec și dans în Suedia și Norvegia). Shqiptarja e re, nr. 5, 1976
- Sukses am madh am artit tonë në vendet skandinave / Activitate am Ansamblit të Këngëve dhe Valleve Popullore (Mare succes artei noastre în țările Scandinave). Zëri am popullit, 12. Septembrie 1976
- Romani Komi Sari Memo (Roman Comisarul Memo). În: Artikuj dhe studime mbi galati. Tirana 1980
- Humori dhe satira në poezinë e I. Kadaresë (Umor și Satiră în poezia lui Ismail Kadare). Studime Filologjike, Nr. 4, 1987
- Disa tipare të satirës se Migjenit (Unele dintre caracteristicile de Satiră în Migjeni). Studime Filologjike, Nr. 3, 1988
- Përmes botës së brendëshme të personazheve. Balada e Kurbinit. Drita, 27. Martie 1988
- Poetika e komikës – Vlera ideoestetike të humorit e të satirës ne veprën e D. Agollit (poetica de benzi Desenate – Ideoästhetische valori de Umor și Satiră în caz de Dritëro Agolli). Nëntori, Nr. 6, 1988
- Folklordaki mizah ve hiciv arta araclarinin niteligi. IV Milleterasi tuerk halk kueltuerue kongresi program ve bildiri oezetleri, Ankara 1991
- Satira kunder dhunes nacionale – Mbi vepren e R Kelmendit (Satiră împotriva naționale de violență – Despre activitatea de Ramiz Kelmendi). Rilindja, 17. August 1995
- Instituti shqiptar për studime dhe arte (Institutul albanez de cercetare și artă). Aks, Nr. 19-20, 1995
- Gjergj Fishta për artin (Gjergj Fishta pentru arta). În: Vepra e Gjergj Fishtës. Tirana 1996
- Rreth komedive të Kristo Floqit (Despre comedii de Kristo Floqi). În: Letërsia si e tillë. Tirana 1996
- Polemika: Konica Noli në vitet 1920-30 (polemici între Faik Konica și Fan Noli , în anii 1920-30). Pajtimi, 1997
- Miniaturat e librave te doreshkruar – vlera te medha artistike (Miniaturi de mână-scris carti – Mare artă valori). Rilindja, 26. Septembrie 1997
- Vështrim istorie mbi institucionet shkencore shqiptare. Nga idetë dhe projektet e para deri në vitin 1944 (privire Istorică științifică instituțiilor albaneze. De la primele idei și proiecte până în anul 1944). Studime historike, nr. 3-4, 1998
- Migrimi am të qeshurës, ose kur popujt qeshin njëlloj (Migrația râd sau când oamenii râd). Perla, Nr. 4, 1998
- Culturale paradox, și influneces pe emigranți live. Krahu am shqiponjës, 15. Februarie 2008, (art online)

## Literatura
- Apostol Pango: Enciklopedia e Delvinës dhe e Sarandës (enciclopedia de Delvina și Saranda), Toena, Tirana, 2002, ISBN 99927-1-597-9.
- Dalan Shapllo: Shikim teresor am problematikes se satire dhe te humorit (Întreaga imagine de Ansamblu a problemei de Satiră și Umor). Koha Jonë, 11. Octombrie 2000
- Josif Papagjoni: Mato tregon pardokset e satire dhe te humorit (Mato-a spus paradoxurile de Satiră și Umor). Shekulli, 23. Ianuarie 2001
- Meçaj, Nasip; Çelaj, Xhemil; Toçi, Fatmir (2009). Enciklopedi e Kurveleshit. TOENA. ISBN 99943-1-496-3.
- Hasan Hasani: Lexikon de scriitorul albanez 1500-2001. Prishtina 2003, ISBN 9951-06-034-X.
- Tirana a invitat într-Fi. Neue Ruhr Zeitung, 8. Mai 1990
- Distanța este redusă. Werder Știri, 11. Mai 1990
- Linie de arta. Vest-German General Ziar, 22. Mai 1990

## Link-uri
- Fteriotet: Jakup Mato (Albaneză).

1. ↑  VOAL - Online Zëri i Shqiptarëve, www.voal-online.ch